# Noirmoutier-en-l’Île
Noirmoutier-en-l’Île – miejscowość i gmina we Francji, w regionie Kraj Loary, w departamencie Wandea. Położona jest na wyspie na Atlantyku - Île de Noirmoutier.
Według danych na rok 1990 gminę zamieszkiwało 4846 osób, a gęstość zaludnienia wynosiła 247 osób/km² (wśród 1504 gmin Kraju Loary Noirmoutier-en-l’Île plasuje się na 88. miejscu pod względem liczby ludności, natomiast pod względem powierzchni na miejscu 568.).